# Malé Vozokany
Malé Vozokany este o comună slovacă, aflată în districtul Zlaté Moravce din regiunea Nitra. Localitatea se află la altitudinea de 176 m deasupra n.m., se întinde pe o suprafață de 5,86 km2 și în 2017 număra 295 de locuitori.

## Istoric
Localitatea Malé Vozokany este atestată documentar din 1295.

## Demografie
| An:                | 1994 | 2004   | 2014    | 2024    |
| ------------------ | ---- | ------ | ------- | ------- |
| Număr de persoane: | 308  | 325    | 272     | 359     |
| Diferență:         |      | +5,51% | −16,30% | +31,98% |

| An:                | 2023 | 2024 |
| ------------------ | ---- | ---- |
| Număr de persoane: | 359  | 359  |
| Diferență:         |      | +0%  |